# Brocard Sewell
Michael Seymour Sewell O.C.D. (1912-2000), más conocido por su nombre religioso Brocard Sewell, fue un fraile carmelita británico y una figura literaria.

## Biografía
Nació en Bangkok, pero creció en Cornualles, Inglaterra. Estudió en el Weymouth College, terminando a los 16 años de edad. Se convirtió al catolicismo en 1931. En su juventud estuvo envuelto con H. D. C. Pepler en la pintura (craft printing).
Se hizo fraile carmelita en 1952. En su carrera como editor y escritor se dedicó a escribir biografías: Arthur Machen, Frederick Rolfe, Montague Summers, Marc André Raffalovich, John Gray, Olive Custance, Henry Williamson. También escribió sobre el distributismo y sobre Eric Gill y del círculo Ditchling. Estuvo envuelto en una gran controversia al hablar en contra de las enseñanzas de la Iglesia católica sobre el método anticonceptivo.

## Obras
- Arthur Machen: Essays by Adrian Goldstone, C. A. and Anthony Lejeune, Father Brocard Sewell, Maurice Spurway, Wesley D. Sweetser, Henry Williamson... Llandeilo: St. Albert's Press, 1960 editor
- Corvo, 1860-1960: A Collection of Essays by Various Hands Saint Albert's Press Aylesford 1961 Cecil Woolf and Brocard Sewell (eds.)
- Two Friends: John Gray and Andre Raffalovich. Aylesford: Saint Albert's Press (1963)
- New Quests For Corvo (1965) editor with Cecil Woolf
- Montague Summers: A Memoir (1965) as Joseph Jerome
- My Dear Time's Waste Aylesford, Kent.: Saint Albert's Press, 1966
- Footnote to the Nineties: A Memoir of John Gray & André Raffalovich (1968)
- The Vatican Oracle (1970)
- Cecil Chesterton (1975)
- Olive Custance: Her Life and Work.London: The Eighteen Nineties Society. 1975
- A Check-list of Books, Pamphlets, Broadsheets, Catalogues, Posters etc., printed by H.D.C. Pepler at Saint Dominic's Press, Ditchling, Sussex between the years 1916 and 1936 A.D Ditchling Press, Sussex, 1979
- Three Private Presses: Saint Dominic's Press, the Press of Edward Walters, Saint Albert's Press Christopher Skelton, 1979
- Henry Williamson: the Man, the Writings (1980)
- Like Black Swans: Some People and Themes. London ; Tabb House, 1982
- In the Dorian Mode: A Life of John Gray, 1866-1934 (1983)
- Frances Horovitz, Poet: A Symposium. Aylesford Press, 1987
- Three Essays (1988) Father Vincent McNabb; A Modern Hand-Printer - Edward Walters; Voyage To A Beginning - the Introduction to Colin Wilson's autobiography
- Cancel all our Vows: Brother Joseph Gardiner and the Servants of Christ the King (1988)
- GK's Weekly: An Appraisal (1990)
- Tell Me Strange Things: A Memorial to Montague Summers. Upton: The Aylesford Press, 1991
- The Habit of a Lifetime: An Autobiography. Padstow, Tabb House, 1992.
- The Selected Poems of Olive Custance 1995 editor
- Saint Dominic's Press. A Bibliography 1916-1937. (Lower Marston): Whittington Press,(1995) Michael Taylor and Brocard Sewell.

- Datos: Q4972604